# Il Corpo (periodico)
Il Corpo è un periodico italiano fondato nel 1965 da Giancarlo Majorino.

## Storia
La rivista ha finora prodotto tre serie, che presentano ognuna caratteristiche diverse.

### Prima serie (1965-1968)
Sei fascicoli, l'ultimo doppio, che escono irregolarmente. La grafica minimalista è di Tullio Pericoli. La redazione è eterogenea; un filosofo-bancario (Luciano Amodio), un poeta (Giancarlo Majorino), uno psicologo esperto di cose militari (Giorgio Majorino), uno psicoanalista (Elvio Fachinelli), i poeti Giampietro Pontiggia (fratello di Giuseppe Pontiggia) e Carlo Villa, alcuni filosofi puri (Franco Fergnani, Furio Cerutti), lo studioso di Gramsci Sergio Caproglio. Altrettanto eterogenei i contributi. Il n. 1 apre con la traduzione dello scritto di S. Freud sulla Negazione, e prosegue con un saggio sull'"ipotesi di distruzione in Freud", un gruppo di poesie di Majorino, un'analisi della concezione dello Stato in Hegel e Marx, un'analisi comparata degli armamenti dell'URSS e degli USA, la traduzione italiana del saggio congiunto di R. Jakobson e C. Lévi-Strauss su Les Chats di Baudelaire. Questa superamento dei confini delle corporazioni intellettuali e il rifiuto del  'canone' si ripetono da un numero all'altro e spiegano l'influenza della rivista nel clima di «creative disruption» pre-'68.

### Seconda serie (1993-2006)
Nel 1993 un gruppo di sociologi, antropologi e psicoanalisti riprende l'esperienza degli anni '60. Il filo conduttore è di nuovo «l'agglomerato di eterogenei», il rifiuto delle segmentazioni della curiosità secondo le corporazioni professionali e le facoltà universitarie. Il corpo è contemporaneamente area di riferimento e metafora di questo superamento dei confini, «fatto sociale totale» (M. Mauss), frontiera epistemologica «où les professeurs se mangent entr'eux». Vengono pubblicati 14 numeri, di cui molti doppi. Nessuna copertina: gli articoli iniziano immediatamente sulla p. 1. La rivista è stampata su una spessa carta di 140 gr, con i caratteri a piombo Simoncini Garamond punzonati per la Casa Editrice Einaudi negli anni '60, e recuperati in una stamperia artigianale romana.
Tra i temi prevalenti:
- la costruzione sociale del corpo e le sue rappresentazioni: il saggio «Per una sociologia del corpo» del sociologo e psicoanalista Enrico Pozzi propone per la prima volta in Italia l'analisi sociologica del corpo e una tipologia rigorosa del rapporto corpo-società
- il corpo e il potere politico: influenzata da Ernst Kantorowicz e dal modello dei due corpi del re, la rivista pubblica numerosi saggi sui corpi di capi carismatici, di divi e di leader politici. Cristiano Grottanelli analizza le sopravvivenze religiose tradizionali nella elaborazione e nel culto della mummia di Lenin. S. Page Baty ricostruisce il corpo di Marilyn Monoe come corpo mistico («Autopsia di un corpo mistico: Marilyn Monroe»). Antoine de Baecque ricostruisce il destino reale e immaginario del corpo 'Ancien Régime' e controrivoluzionario della principessa di Lamballe in mano ai sanculotti («La principessa di Lamballe, ovvero il sesso massacrato»). Tafua Korokoro analizza gli aspetti cristomimetici delle rappresentazioni di Enrico Berlinguer dopo la sua morte («Enrico Berlinguer e la Sacra Sindone. La possessione politica a Roma». Cristina Cenci ripercorre le vicende del Corpo di Marat e della sua 'tirannicida' Charlotte Corday («Post mortem: il terzo braccio di Marat»).
- l'immaginario sociale intorno al capo carismatico. Un articolo su Mussolini e le sue rappresentazioni ectoplasmatiche (indagate da Enrico Sturani attingendo dal suo esteso archivio di cartoline). L'analisi semantica parallela del discorso di Silvio Berlusconi che lancia Forza Italia all'Ergife e il discorso onirico notturno di una paziente che ha visto alla televisione questo lancio (ovvero la faccia oniroide del discorso carismatico), in Enrico Pozzi e Cristina Cenci, «Il discorso di Berlusconi e il sogno di R.». La rigenerazione sacrificale del corpo malato del Re ricostruita da Cristano Grottanelli attraverso le voci sulla scomparsa di bambini e i bagni di sangue per il Re malato nella Parigi pre-rivoluzionaria («Bagni di sangue, Re lebbrosi e una Rivoluzione»).
- Il discorso sociale paranoico nelle sue molte variazioni: Folco Cimagalli ripercorre la costruzione mediatica del mostro Girolimoni come forma frusta e coperta del Mostro Mussolini nel fascismo appena giunto al potere («La doppia emme di Girolimoni»). Viene tradotto in italiano per la prima volta il saggio di Richard H. Hofstadter su Lo stile paranoide della politica americana e sulla teoria dei complotti. Enrico Pozzi indaga la presenza del pensiero paranoico nel web attraverso l'analisi di un presunto complotto dei 'poteri forti' contro una comunità on line («Cyberparanoia»). Un collage di citazioni dalla stampa racconta cinque mesi di 'complotti italiani' di ogni genere per trasmettere la proteiforme vitalità della paranoia nel discorso pubblico 'alto e 'basso'. Viene proposta la tesi che il sociale sia una vasta e incontrollabile folie à plusieurs a partire dal saggio fondatore di Charles Lasègue e Jules Falret sulla Folie à deux. Da segnalare la trascrizione commentata di un documento unico: la registrazione del suicidio collettivo di 900 seguaci del Tempio del popolo nella giungla della Guyana sotto la guida del rev. Jim Jones.
- Le 'leggende metropolitane' come configurazione specifica dell'immaginario sociale e delle sue funzioni euristiche, ad es. nei Miti di guerra raccolti da Marie Bonaparte (la rivista ha tradotto un capitolo del Mythes de guerre del 1946: «Il mito del cadavere in automobile»).
- i corpi trasgressori e trasgressivi. Francesco Dimitri classifica le varie configurazioni dei «Corpi degli alieni» o descrive il corpo metamorfico dell'Uomo-Ragno («Twhip Twhip. L'uomo-ragno tra metropoi e estasi») . Allan Sekula ripercorre il difficile rapporto tra il corpo, la sua archiviazione e il controllo sociale poliziesco attraverso la foto segnaletica e la foto antropologica («Il corpo e l'archivio»). Enrico Pozzi interroga la procedura iconica del ritratto composito di Francis Galton per definire i dilemmi euristici e le strategie formali della conoscenza dell'individualità. La trance trasgressiva dei corpi nei rave party («Prospettiva Rave-skij. La corporeità temporanea del rave») o nei riti musicali collettivi di Abu Shanti (Francesco D'Orazio, «Apocalisse in dub. La manifestazione del sacro nelle messe di Aba Shanti I» è simmetrica ai corpi altrettanto alieni della danza Butō (Gioia Ottaviani, «Corpo recessivo e in-corporazione: la proposta della danza Butō»)

Questa varietà tematica ha tra i suoi fili conduttori la psicoanalisi. Il pensiero psicoanalitico interviene come serie di ipotesi concettuali: ad esempio sul rapporto tra capo carismatico e gruppo, sulla incorporazione introiettiva e proiettiva del suddito nel Re, sul funzionamento e i contenuti dei miti e dell'immaginario sociale. Ma interviene anche come narrazione del caso clinico e sfida euristica della conoscenza della individualità estrema (Enrico Pozzi, Il rischio del caso, sul caso di Dora). Qui la psicoanalisi è messa a confronto da un lato con la tradizione clinica della psichiatria, ad es. con G. de Clérambault che descrive un caso di delirio paranoico a sfondo religioso. Dall'altro con la riflessione poetica di S. Mallarmé in Un coup de dés jamais n'abolira le hasard, riproposto dalla rivista in una nuova traduzione e nel pieno rispetto della sua "poesia dipinta".
Nel 2006 le difficoltà crescenti della distribuzione in libreria e il rapido aumento dei costi di stampa e di invio postale convergono con il venir meno di alcuni redattori. Cristiano Grottanelli si ammala gravemente, per morire nel 2010; Francesco Dimitri si trasferisce a Londra per dedicarsi completamente alla sua attività di scrittore. Enrico Pozzi e Cristina Cenci sono distolti da altri progetti. La Seconda Serie de Il Corpo interrompe le pubblicazioni.

### Terza serie (2012 - presente)
Nel 2012 la rivista riprende a vivere. Il nuovo contesto è sempre ilcorpoedizioni, ma trasformato in un progetto integralmente elettronico: un miniportale con numerose sezioni: le News, Il Diario Paranoico-Critico, i Materiali, le Galleries, e la prima e seconda serie de Il Corpo accessibili integralmente in formato pdf.  La Terza Serie mantiene il formato 17 x 24 cm della Seconda. Il layout di copertina è ispirato dalla rivista Menabò di Vittorini e di Calvino, e il carattere è sempre il Simoncini Garamond della casa editrice Einaudi. Vengono utilizzati tutti i principali formati e canali di distribuzione dell'editoria elettronica. Stabile la redazione, con Enrico Pozzi, Cristina Cenci, Francesco Dimitri ecc. Oltre 500 'abbonati' al 28 ottobre 2020.
Sono stati pubblicati finora (dicembre 2015) quattro fascicoli:
- IL CORPO 1/12: Valerio CALLIERI, Lupus in lectore: la costruzione sociale e mediatica del 'mostro', l'omicida Luciano Liboni; Cristina CENCI e Enrico POZZI, Pelle della carne sociale. Psoriasi e fantasmi della natura nel web 2.0: le rappresentazioni della pelle attraverso il discorso sociale sulla psoriasi nel web; Pelle impura fin de siècle: dieci tavole dermatologiche della seconda metà dell'800; recensione a Nicola Porro, Corpo e immaginario; recensione a Ian Kershaw, Può suicidarsi una nazione? recensione a Ian Kershaw, The End: Hitler's Germany 1944-1945; nel Diario paranoico-critico, le rappresentazioni de Il corpo di Obama sullo sfondo delle immagini di Abu Ghraib.
- IL CORPO 2/13: Francesco DIMITRI, Precipitare sulla Realtà. Storie del/dal Necronomicon: a proposito del libro di magia immaginario  di H. P. Lovecraft; Rafael MANDRESSI, Gli storici francesi e il corpo: esaustiva ricostruzione del tema del corpo nella storiografia francese recente; Enrico POZZI, Comunità di cadaveri e reperti di luce: recensione alle fotografie di Simone Casetti al Museo di Anatomia normale e patologica dell'Ospedale Forlanini di Roma; M. G. CALANDRONE presenta in Corpi Alieni le foto di Fabiola Ledda; Mito, Potere, Meduse, Sirene, grande finanza, stupri, paranoia, e Marco Revelli: recensione a Marco Revelli, I demoni del potere; nel Diario paranoico-critico, frammenti di pensiero paranoico nel discorso pubbllco italiano.
- IL CORPO 3/14: Vincenzo PADIGLIONE, Il corpo meraviglioso del brigante italiano: corpi di briganti nell'immaginario sociale; Francis GALTON, Indagini statistiche sull'efficacia delle preghiere: nel 1872, il cugino di Darwin misura il non misurabile; Enrico POZZI, A proposito de "La Prière" di Man Ray: la scatologica corporeità della preghiera; Maria Grazia CALANDRONE, Petizione per il rilascio dell'Alba: un canto d'amore; due poesie di Robert Penn Warren su Tiberio a Capri e Domiziano: a partire da Svetonio, una riflessione poetica sul potere assoluto; recensioni a libri sull'invenzione della Scozia, la sacralità di Berlusconi e il tradimento dei chierici in Italia.
- IL CORPO 4/15: Claudia BENTHIEN, Pelle, confini del corpo e medicina moderna; Sander GILMAN, L'assassino ebreo. Jack lo Squartatore,la razza e il genere: Jack lo Squartatore non poteva che essere Ebreo; Ingeborg BACHMANN, Tre frammenti potetici sul confine: l'esplorazione di un tema centrale della poetessa austriaca; Cannibalismi politici: cinque libri che rimandano a variazioni politiche del cannibalismo; nel Diario paranoico-critico, in memoria di Judith Malina, la famiglia di Jim Jones, il declino di due body artist, eros di gruppo, il ritorno de La fine del mondo di De Martino.